# Brau Holding International
De Brau Holding International was een Duitse brouwerijgroep met hoofdzetel in München.

## Geschiedenis
De brouwerijgroep werd in 2002 gesticht en is een joint venture tussen de Duitse Schörghuber Unternehmensgruppe (50,1 %) en Heineken (49,9%). De groep was een verbond van drie brouwerijgroepen en stond met een bierproductie van 5,5 miljoen hectoliter op de zesde plaats in de Duitsland en de 36ste plaats wereldwijd (cijfers 2013).
In februari 2017 kondigde Schörghuber aan dat Brau Holding International GmbH & Co. KGaA en de Paulaner Brauerei GmbH & Co. KG werden samengevoegd. Het nieuwe bedrijf kreeg de naam Paulaner Brauerei Gruppe GmbH & Co. KGaA. De Schörghuber Unternehmensgruppe bezit 70% en Heineken 30%. De fusie werd voltooid op 4 juli 2017.